# چنگ آسی

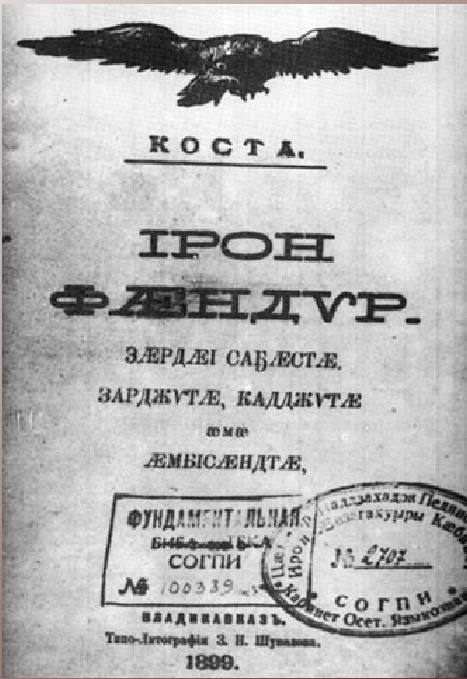
روی جلد نخستین چاپ چنگ آسی به زبان آسی. سال ۱۸۹۹

چنگ آسی (به آسی: Ирон фӕндыр) مجموعه‌ای از اشعار کستا ختاگوروف، بنیان‌گذار ادبیات آسی، است که در ۱۴ مه [۲۶ مه] ۱۸۹۹ در ولادی‌قفقاز منتشر شد. این مجموعه یکی از نخستین آثار ادبی منتشرشده به زبان آسی بود. نویسنده توانست بر پایهٔ زبان عامیانه، شکلی نوین از ادبیات را پدید آورد و زندگی آسی‌های کوه‌نشین هم‌عصر خود را به تصویر بکشد. آثار این مجموعه به زبان‌های گوناگون ترجمه شده و در برنامهٔ درسی ادبیات آسی در مدارس گنجانده شده‌اند.
واژه چنگ در این عنوان به آلت موسیقی چنگ اشاره دارد.

## تاریخچهٔ تألیف
اشعاری که در این مجموعه گردآوری شده‌اند، از سال ۱۸۸۵ («نگاه کن») تا ۱۹۰۰ («ترانهٔ سال نو») سروده شده‌اند. این اشعار در دوره‌های مختلف و به دلایل گوناگون نوشته شده‌اند. در آن زمان، در آسی هیچ نشریهٔ دوره‌ای به زبان آسی وجود نداشت و امکان انتشار شعرها فراهم نبود. به همین دلیل، اشعار به‌صورت نسخه‌های دست‌نویس در میان مردم پخش می‌شدند؛ برخی از آن‌ها به ترانه‌های عامیانه تبدیل شدند و برخی دیگر به کتاب‌های درسی راه یافتند. با گذشت زمان، نویسنده تصمیم گرفت مجموعه‌ای مستقل از اشعار خود منتشر کند.
نسخهٔ دست‌نویس اصلی مجموعهٔ «چنگ آسی» شامل ۵۵ برگ بود که در آن ۵۰ شعر به زبان آسی و یک شعر به نام «وصیت‌نامه» به زبان روسی گنجانده شده بود. در صفحهٔ نخست این دست‌نوشته چنین نوشته شده است:
«Чنگ آسی. اندیشه‌های دل، ترانه‌ها، منظومه‌ها و افسانه‌ها. کوستا. کارمادون. ۳ سپتامبر ۱۸۹۸».

## انتشار مجموعه
نسخهٔ دست‌نویس اصلی مجموعهٔ «چنگ آسی» در سال ۱۸۹۸ تکمیل شد. در این مجموعه، کوستا ۵۰ قطعه شامل شعرها، ترانه‌ها، منظومه‌های کوتاه و افسانه‌هایی به زبان آسی را گردآوری کرده بود. همچنین، برخی از اشعار ترجمه یا اقتباسی از زبان روسی بودند.
در همان سال، کستا ختاگوروف نسخهٔ دست‌نویس خود را در دو دفتر به ناشر گئورگی بایف سپرد. این دفاتر به شهر تفلیس ارسال شدند تا توسط کمیتهٔ سانسور قفقاز بررسی شوند. مسئول بررسی مجموعه کریستوفور (پورا) جیوئف بود. در نوامبر ۱۸۹۸، مجوز چاپ صادر شد و مجموعهٔ «چنگ آسی: اندیشه‌های دل، ترانه‌ها، منظومه‌ها و افسانه‌ها» در ژوئن ۱۸۹۹ (مه ۱۸۹۹ به تقویم قدیم) در ولادی‌قفقاز، در چاپخانهٔ زینوی شووالوف منتشر شد. این مجموعه شامل ۵۰ شعر بود. نسخهٔ نخست این کتاب اکنون در خانه-موزهٔ کوستا ختاگوروف در ولادی‌قفقاز به نمایش گذاشته شده است.

## سانسور و نسخه‌های بعدی
به دلیل محدودیت‌های سانسور، برخی اشعار از نسخهٔ نخست حذف شدند، ازجمله: «بخوان!»، «سرباز»، «اندوه»، «نگرانی» و همچنین ترجمهٔ آزاد شعر «کلاغی به‌سوی کلاغی پرواز می‌کند» از پوشکین.
در دومین چاپ (ولادی‌قفقاز، ۱۹۰۷) و نسخه‌های بعدی، اشعار تازه‌ای که پس از ۳ سپتامبر ۱۸۹۸ سروده شده بودند، اضافه شدند.
چاپ دوم مجموعه، که به مناسبت دهمین سالگرد چاپ نخست منتشر شد، در ۱۹۰۹ در ولادی‌قفقاز، سه سال پس از درگذشت کوستا ختگوروف منتشر شد. سومین چاپ نیز در ۱۹۱۱ در همان شهر و در چاپخانهٔ پتر کورنیویچ گریگوریف منتشر شد. این چاپخانه در ساختمان انجمن وام متقابل قرار داشت.
در ۱۹۲۲، گاپو بایف، که به آلمان مهاجرت کرده بود، مجموعهٔ «چنگ آسی» را در برلین منتشر کرد. این چاپ، چهارمین انتشار این مجموعه محسوب می‌شود.